# Estadi Municipal de Vilatenim
L'Estadi Municipal de Vilatenim és l'estadi on l'equip de la Unió Esportiva Figueres disputa els seus partits de futbol. Està ubicat a la sortida est de la ciutat de Figueres, a Vilatenim. Té una capacitat de 9.472 espectadors.

## Història
A mitjans de la dècada dels 1980, i davant l'imminent ascens del club a la Segona Divisió A, la junta directiva que presidia Emili Bach havia emprès la construcció d'un nou terreny de joc. L'Ajuntament de Figueres adquirí uns terrenys al barri de Vilatenim per construir-hi un estadi que substituís l'antic i insuficient camp del carrer d'El Far. El 28 de desembre de 1985, adjudicà les obres del nou estadi de propietat municipal, segons el projecte de l'arquitecte local Enric Fita i amb un pressupost inicial de 139.704.632 pessetes, que incloïa un terreny de joc de 105 x 70 metres, amb aparcaments per a vehicles i accessos. La capacitat inicial fou de 4.927 espectadors. La il·luminació constava de quatre torres de 30 metres d'alçada. El pressupost es cobriria amb 90 milions de pessetes de l'Ajuntament, 25 milions de la Diputació de Girona i 25 més de la Generalitat de Catalunya. A criteri del club, s'amplià la capacitat fins als 9.472 espectadors, dels quals 2.023 sota cobert en tribuna, per la qual cosa el pressupost final s'enfilà per sobre dels 200 milions de pessetes. D'aquest augment, la U.E. Figueres n'aportà 45 milions. El 19 de gener de 1986 es col·locà la primera pedra i el 25 d'agost s'inaugurà oficialment. El partit d'inauguració, el 25 d'agost de 1986, es va disputar contra el FC Barcelona.
Aquella nit, el Barça de Venables (i amb jugadors de renom com Urruti, Julio Alberto, Amor, Archibald i Lineker) caigué inesperadament amb una derrota contundent: 3 gols a 1. El camp estava ple de gom a gom i segons les cròniques es van recaptar 14 milions de pessetes. Al minut 48 de partit, El Figueres ja guanyava 3-0, amb gols de Cuevas (heroi de la nit segons la premsa esportiva), Valor (p.) i Valdo. El gol de l'honor barcelonista el va fer Nayim al minut 86.